# Ojmjakonskij ulus
L'Ojmjakonskij ulus è un ulus (distretto) della Repubblica Autonoma della Jacuzia-Sacha, nella Russia siberiana orientale; il capoluogo è la cittadina di Ust'-Nera.
Ha una superficie di 92.200 km2.